# جون مان (سياسي)
جون مان (بالإنجليزية: John Mann)‏ هو سياسي أسترالي، ولد في 1869 في المملكة المتحدة، وتوفي في 1939 في كيرنز في أستراليا. حزبياً، نشط في حزب العمال الأسترالي. وقد انتخب عضو المجلس التشريعي ولاية كوينزلاند.